# Station Opphus
Station Opphus is een halte in Opphus in de gemeente Stor-Elvdal in fylke Innlandet  in  Noorwegen. Het station, gelegen  aan  Rørosbanen, werd geopend in 1876. Het stationsgebouw is ontworpen door Peter Andreas Blix. Treinen stoppen alleen op uitdrukkelijk verzoek in Opphus. 